# Empoasca bractigera
Empoasca bractigera är en insektsart som först beskrevs av Oswald Beltram Lower 1952.  Empoasca bractigera ingår i släktet Empoasca och familjen dvärgstritar. Inga underarter finns listade i Catalogue of Life.